# Легенда про любов (фільм, 1984)
«Легенда про любов» (гінді «सोनी महिवाल», англ. «Sohni Mahiwal») — радянсько-індійський кінофільм-мелодрама 1984 року. Друга спільна робота радянського режисера Латіфа Файзієва і індійського режисера Умеша Мехри (перша їх спільна робота була фільм «Пригоди Алі-Баби і сорока розбійників» 1979 року). У головних ролях Санні Деол і Пунам Діллон. Прем'єра відбулася в Індії в Делі 15 листопада 1984 року. У грудні того ж року фільм вийшов в СРСР, зайнявши 14 місце в радянському кінопрокаті цього року: його подивилося близько 21.1 млн глядачів.

## Сюжет
В основу сюжету фільму лягла стародавня індійська легенда «Соні Махіваль» (Sohni Mahiwal [en]) про кохання бухарського юнака та індійської дівчини. Дві бездітні подружні пари просять старого мудреця пустелі допомогти виконати їх заповітне бажання: вони хочуть мати дітей. Мудрець пророкує їм, що в одній сім'ї народиться єдиний син, а в іншій — єдина дочка, а коли молоді люди виростуть, то полюблять один одного, що може стати причиною їх передчасної загибелі. Пройшло багато років. У день свого повноліття Іззат, єдиний син і спадкоємець бухарського купця, побачив у воді глечика, надісланого в подарунок з далекої Індії, відображення прекрасної дівчини. Іззат приєднується до каравану, що йде в Індію, і відправляється на пошуки своєї любові. У штаті Гуджарат він знаходить Санію і стає учнем її батька Тулли, гончарних справ майстра, що дозволяє закоханим частіше бачитися. Це викликає невдоволення жителів села. Тулла планує видати дочку заміж за іншого. Під час весілля Санія втікає з дому в пошуках Іззата. Починається гроза, і закохані гинуть в водах річки, що вийшла з берегів.

## У ролях
- Санні Деол — Мірза Іззат Бек (Іззат)
- Пунам Діллон — Санія́
- Зінат Аман — Зарина, ватажок розбійників
- Пран — Тулла́, гончарних справ майстер, батько Санії
- Тануджа — дружина Тулли
- Шаммі Капур — старий мудрець, «батько пустелі»
- Гульшан Гровер — Нур
- Ракеш Беді — Саламат, слуга і друг Іззата
- Зульхумор Мумінова — Саламаті, кохана Саламата
- Гульчехра Джамілова — Малькани
- Ісамат Ергашев — Джадру, брат Малькани, друг Іззата
- Наталія Крачковська — жінка в каравані
- Учкур Рахманов — чоловік в каравані
- Фрунзик Мкртчян — Барманду, розбійник
- Закір Мухамеджанов — Ісмаїлбек, батько Іззата
- Набі Рахімов — Караван-баши, дядько Іззата
- Тамара Оганесян — мати Іззата
- Мажар Кзан — Рашид
- Санат Діванов — охоронець

## Ролі дублювали
- Володимир Антоник —  Іззат   (роль Санні Деол)
- Ольга Гаспарова —  Заріна   (роль Зінат Аман)
- Олег Голубицький —  Тулла   (роль Прана)
- Володимир Ферапонтов —  Нур   (роль Гульшан Гровера)
- Леонід Бєлозорович —  Саламат   (роль Ракеша Беді)
- Наталія Гурзо —  Саламаті  (роль Зульхумор Мумінової)
- Сергій Малишевський —  Джадру   (роль Ісамата Ергашева)
- Юрій Саранцев —  розбійник Барманду   (роль Фрунзика Мкртчяна)
- Артем Карапетян
- Вадим Захарченко

## Знімальна група
- Режисери: Латіф Файзієв, Умеш Мехра
- Директори фільму (продюсери): Ф. С. Мехра, Парвеш С. Мехра
- Сценаристи: Латіф Файзієв, Умеш Мехра, Шанті Пракаш Бакши, Джавед Сіддікі, Ульмас Умарбеков
- Оператори: Даврон Абдуллаєв, Абдулієв Дюран, С. Паппу, Абдул Рашид Папу
- Композитори: Ану Малік, Володимир Мілов
- Вірші пісень: Ананд Бакши
- Художники: Садрітдін Зіямухамедов (постановник), Бабурао Поддар, Бану (по костюмам), Рафаель Сулейманов (по костюмам)
- Монтажери: М. С. Шинде, Зухра Умарова
- Звукорежисер: Брахмананд Шарма
- Пісні за кадром виконують: Аша Бхосле, Анупама Дешпанде, Анвар, Шаббір Кумар
- Постановник танців: П. Л. Радж